# Otto Biehler
Otto Biehler (* 9. September 1884 in Ettenheim; † 21. Januar 1956 in Mosbach) war ein deutscher Bibliothekar und Gymnasiallehrer.

## Leben
Von 1906 bis 1910 studierte er Philologie in Freiburg i.Br., Straßburg und Heidelberg. Von 1910 bis 1914 war er Hilfskraft an der Universitätsbibliothek Heidelberg, von 1914 bis 1917 Bibliothekar an der Deutschen Bücherei Leipzig. Von 1917 bis 1920 setzte er sein Studium in Freiburg i. Br. (Staatsexamen) fort. Von 1920 bis 1923 war er Lehramtpraktikant in Freiburg i.Br. und Weinheim. 1922 erfolgte die Promotion zum Dr. phil. an der Universität Freiburg mit einer Arbeit über Aloys Schreiber. Von 1924 bis 1932 war er Lehramtsassessor, später Gymnasialprofessor in Schwetzingen. Von 1932 bis 1937 arbeitete er als Gymnasiallehrer in Eppingen, Mannheim und Mosbach.

## Veröffentlichungen (Auswahl)
- Bürgers Lyrik im Lichte der Schillerschen Kritik, in: Germanisch-Romanische Monatshefte 13, 1925, S. 259–274
- Aloys Schreiber als badischer Heimatdichter und Weggefährte J. P. Hebels, in: Die Ortenau. Mitteilungen des Historischen Vereins für Mittelbaden 13, 1926, S. 1–20
- Aloys Schreiber 1761–1841: Ein Gedenkblatt zum 100. Todestag am 21. Oktober 1941. 1941, 2 Seiten
- Aloys Schreiber. 1761–1841. Sein Leben und seine Werke, in: Zeitschrift für Geschichte des Oberrheins NF 55, 1942, S. 598–675
- Joseph Sauer †, in: Die Ortenau 29, 1949, S. 5 f.[1]